# Mount King Albert
Mount King Albert är ett berg i Kanada.   Det ligger i provinsen Alberta, i den centrala delen av landet, 3 000 km väster om huvudstaden Ottawa. Toppen på Mount King Albert är 2 972 meter över havet, eller 469 meter över den omgivande terrängen. Bredden vid basen är 3,5 km.
Terrängen runt Mount King Albert är bergig söderut, men norrut är den kuperad.Trakten runt Mount King Albert är nära nog obefolkad, med mindre än två invånare per kvadratkilometer.. Det finns inga samhällen i närheten. 
Trakten runt Mount King Albert består i huvudsak av gräsmarker.